# Ärzteorchester Hannover
Das Ärzteorchester Hannover (ÄOH) ist ein Sinfonieorchester mit Hauptspielstätte in Hannover, das mit seinem vornehmlich aus Medizinern spielenden Musikern als anerkanntes Laienorchester zweimal jährlich konzertiert.

## Geschichte
Das Ärzteorchester bildete sich in der Nachkriegszeit im Jahr 1953 ursprünglich als Jazzorchester, um den zuvor während der Zeit des Nationalsozialismus kritisierten amerikanischen Jazz zu pflegen. Das Ensemble wandelte sich jedoch bald in ein Kammerorchester mit anfangs 27 Mitgliedern, zumeist Streichern.

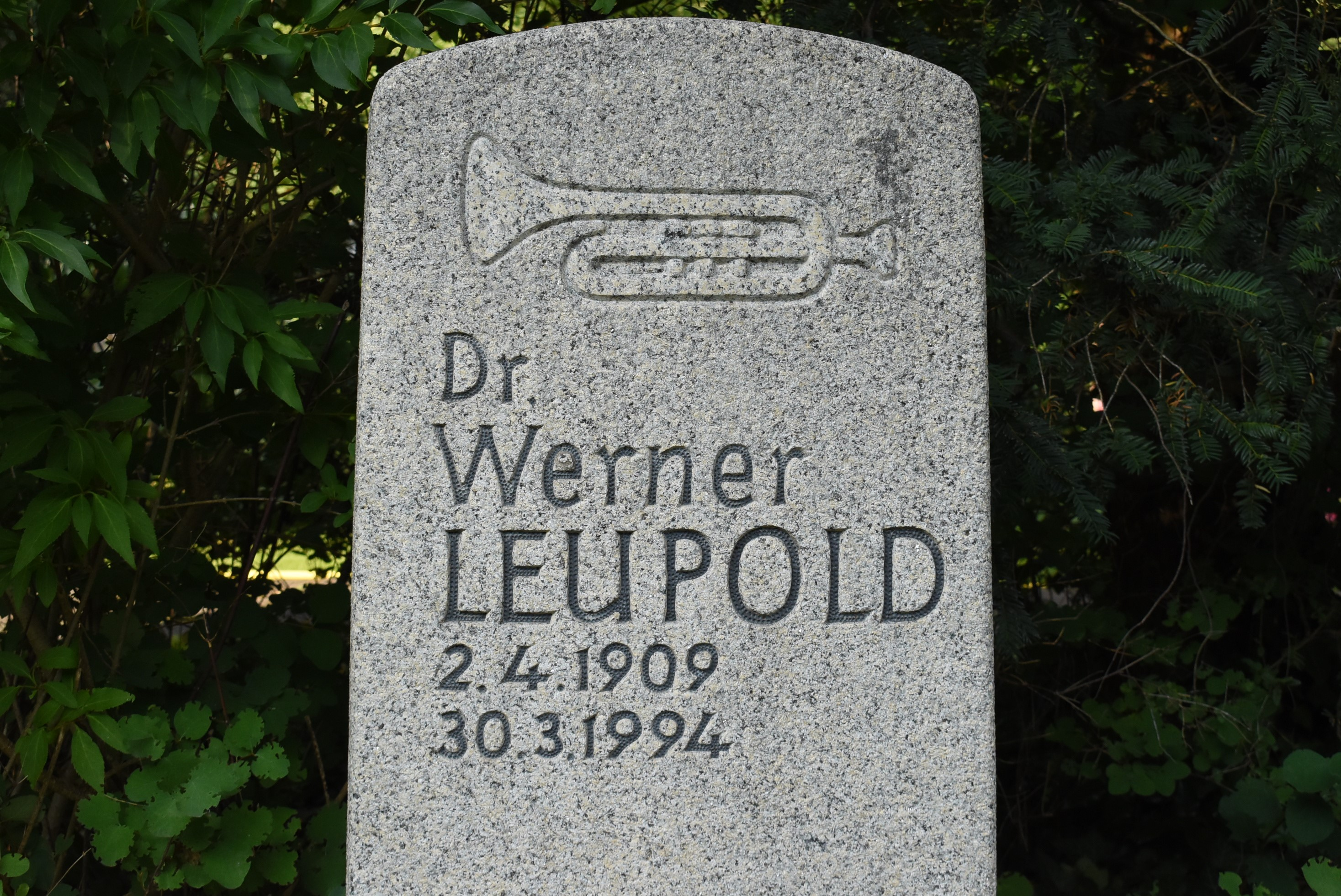
Grabmal „Dr. Werner Leupold“ mit Trompete auf dem Stadtfriedhof Engesohde

Erster Orchesterleiter wurde 1954 der zumeist mit seinem Doktortitel benannte Werner Leupold (1909–1994). Unter Leupolds Leitung konnte am 25. Juni 1955 das erste Konzert des nun als Kammerorchester auftretenden Ensembles im (damaligen) Haus der Ärztekammer aufgeführt werden.
Zu den weiteren musikalischen Leitern zählten unter anderem:
- ab 1971: Karl-Heinrich Stumpff[2]
- 1979–2003: Siegfried Schick;[2] mit dem das Orchester Konzertreisen durch Europa, Nordafrika, in den Nahen Osten und Südamerika unternahm[3]
- ab August 2003: Lorenz Nordmeyer[2]
- seit Anfang 2013: Thomas Schachschal[1]